# Monoporus paludosus
Monoporus paludosus A.DC. – gatunek roślin z rodziny pierwiosnkowatych (Primulaceae). Występuje endemicznie we wschodniej części Madagaskaru. 

## Morfologia
PokrójZimozielone drzewo dorastające do 10–19 m wysokości.
LiścieBlaszka liściowa jest nieco skórzasta i ma odwrotnie jajowaty lub podługowato odwrotnie jajowaty kształt. Mierzy 4–16 cm długości oraz 2,3–7 cm szerokości, jest całobrzega, ma klinową nasadę i tępy wierzchołek. Ogonek liściowy jest nagi i ma 10–20 mm długości.
KwiatyZebrane w wiechach wyrastających z kątów pędów. Mają działki kielicha o trójkątnym kształcie. Płatki są odwrotnie jajowate i mają 3–4 mm długości.